# Carlotisme
El carlotisme va ser el projecte polític per crear en el Virregnat del Riu de la Plata una monarquia independent, el titular seria la infanta Carlota Joaquima de Borbó, germana del rei Ferran VII d'Espanya, esposa i princesa consort del príncep regent Joan IV de Portugal.

## Antecedents

### Rivalitat entre Espanya i Portugal en el Riu de la Plata

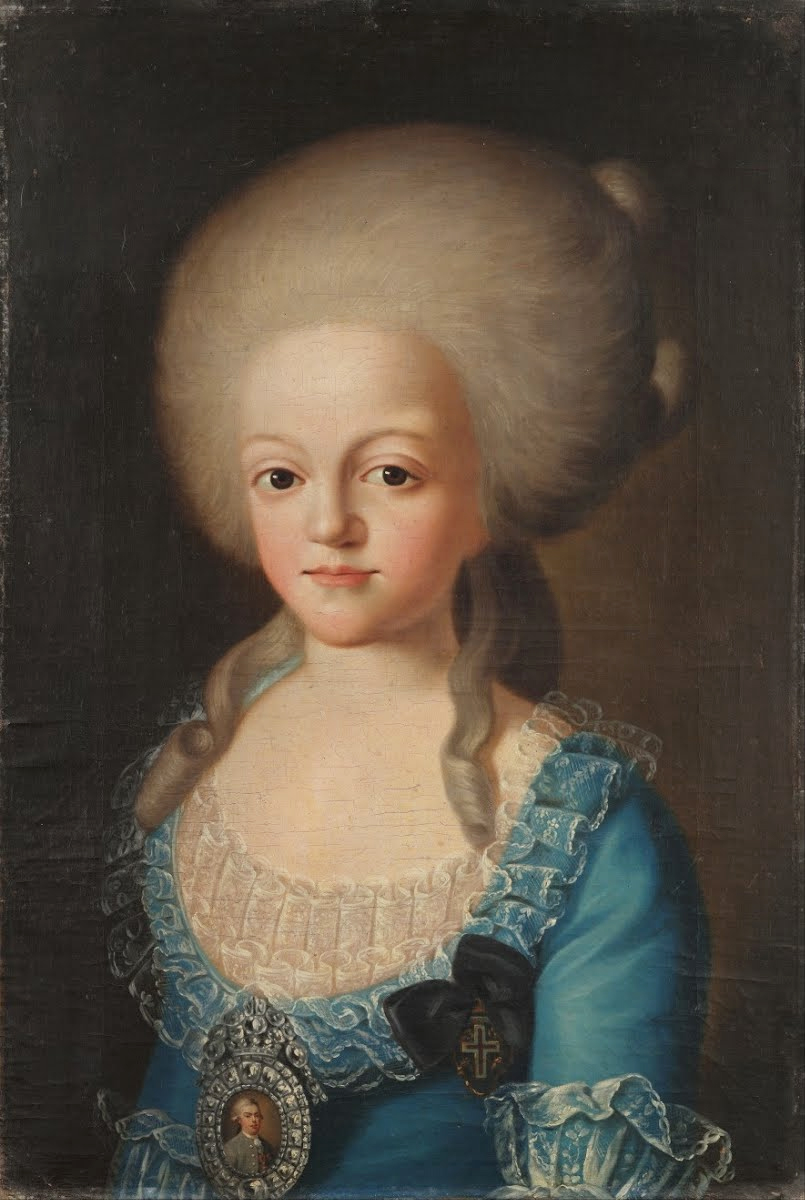
Carlota Joaquima de Borbó

El Tractat de Tordesillas va traçar una línia de pol a pol que va assignar a la corona de Portugal una porció d'Amèrica del Sud. Aquesta porció, Brasil, tenia un límit no demarcat amb les àrees assignades a Espanya, amb la qual cosa va ser natural que aviat sorgissin conflictes territorials. Aquests conflictes van arribar a ser molt greus a la zona del Riu de la Plata, especialment a partir de la fundació portuguesa de Colònia del Sacramento, en 1680.
Des de llavors, Portugal va pretendre expandir els seus dominis sobre el Riu de la Plata, i fins i tot dominar tota la Banda Oriental del mateix. Es va convertir en el rival secular d'Espanya en aquesta regió, i així era considerat per la població espanyola del Plata.
De fet, la fundació del Virregnat del Riu de la Plata, en 1776, es va deure exclusivament a la necessitat de frenar les ambicions de Portugal a aquesta regió. La capital del nou virregnat, Buenos Aires, va ser degudament dotada d'abundants forces militars. Si bé, amb el pas del temps aquestes forces van disminuir, la ciutat seguia sent seu d'un considerable poder militar. A la Banda Oriental, la ciutat de Montevideo va ser emmurallada i comptava també amb una forta guarnició militar.
A la primera dècada del 1800, si més no fins a les Invasions britàniques, que van començar a 1806, Brasil era el principal rival i potencial enemic del Virregnat del Riu de la Plata.
Des de la independència portuguesa en 1640, l'únic i permanent aliat d'aquest país era el Regne Unit.

### La cort portuguesa al Brasil

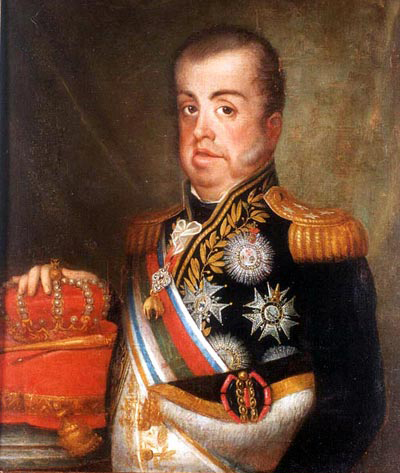
Joan VI de Portugal

Des de l'any 1796, Espanya estava aliada amb la França revolucionària. Aquesta política va continuar durant el govern de l'emperador Napoleó Bonaparte, i va portar a una nova guerra entre Portugal i Espanya, coneguda com la Guerra de les Taronges. Si bé Espanya va triomfar a Europa, Brasil va incorporar el 1801 Misiones Orientales, sense que les forces de Buenos Aires poguessin fer res per impedir-ho o recuperar-les.
Des de 1807 en endavant, derrotat en el mar a la batalla de Trafalgar, Napoleó va decidir establir el bloqueig continental contra la Gran Bretanya; això, és el tancament de tots els ports als vaixells d'aquesta nacionalitat. Per a això, l'Imperi francès necessitava assegurar-se evitar completament la possibilitat de comerç a Europa continental.
En conseqüència amb aquest objectiu, el 12 d'agost de 1807, el príncep regent de Portugal, el futur Joan VI de Portugal (la seva mare, la reina Maria I, havia estat incapacitada causa de la seva demència), va rebre un ultimàtum conjunt d'Espanya i França: en vint dies havia de declarar la guerra a Gran Bretanya i tancar tots els ports als seus vaixells, a més d'expulsar al seu ambaixador i detenir a tots els seus súbdits. Empès per la urgència de l'amenaça, Joan va anunciar a l'ambaixador anglès, Lord Strangford, que simularia un estat de guerra amb Gran Bretanya, per guanyar temps.

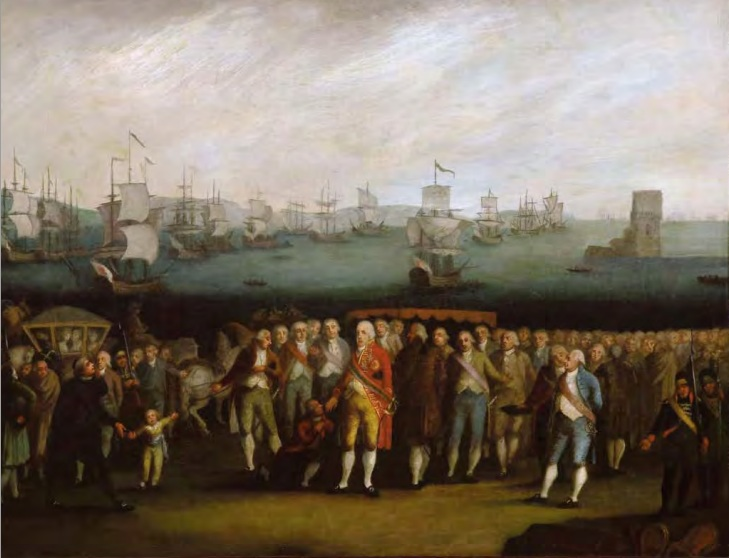
Embarcament de la família reial portuguesa

El ministre de relacions exteriors britànic, George Canning, va proposar en canvi un altre pla: el trasllat de tota la Cort portuguesa i la família reial al Brasil. El 22 d'octubre, Canning i l'ambaixador portuguès Domingo Souza Coutinho van signar el tractat pel qual s'establia:
- El lliurament de tota la flota portuguesa, de guerra i mercant, a la Gran Bretanya.
- El trasllat de la Reina, el Príncep, la seva família i tota la cort al Brasil, en l'esquadra anglesa.
- Un nou tractat comercial, que permetia a la Gran Bretanya introduir-se al mercat brasiler.
- L'ocupació britànica de l'illa de Madeira.

L'exèrcit francès va creuar Espanya a finals de novembre, per deposar la reina i el regent, i dividir el territori amb el rei d'Espanya. Immediatament, l'exèrcit francès, al comandament del general Junot, va envair Portugal, avançant directament cap a Lisboa. Apressat per Strangford, el rei va determinar realitzar la transferència de la Cort portuguesa al Brasil i va ordenar embarcar a tota la Cort i funcionaris reials que es trobessin en Lisboa. L'exèrcit invasor va ocupar la capital portuguesa quan encara es podien veure al mar els últims vaixells en què la Cort portuguesa es traslladava al Brasil. En total, eren unes 15.000 persones embarcades en 36 vaixells, que van arribar a Rio de Janeiro el 8 de març de 1808.

### Espanya en mans de Napoleó
L'exèrcit francès havia ingressat a Espanya amb permís del rei Carles IV d'Espanya, però molt aviat va començar a comportar-se com un exèrcit d'ocupació en un territori envaït. Mentrestant, el príncep Ferran va tramar un canvi de política, no en oposició a l'aliança francesa, sinó a la nefasta influència del favorit, Manuel Godoy. Descobert i sancionat el príncep, el 27 de març de 1808 va esclatar el motí d'Aranjuez, que va obligar a Godoy a fugir. Dos dies més tard, Carles IV va abdicar a favor del seu fill, que va ser proclamat com Ferran VII.

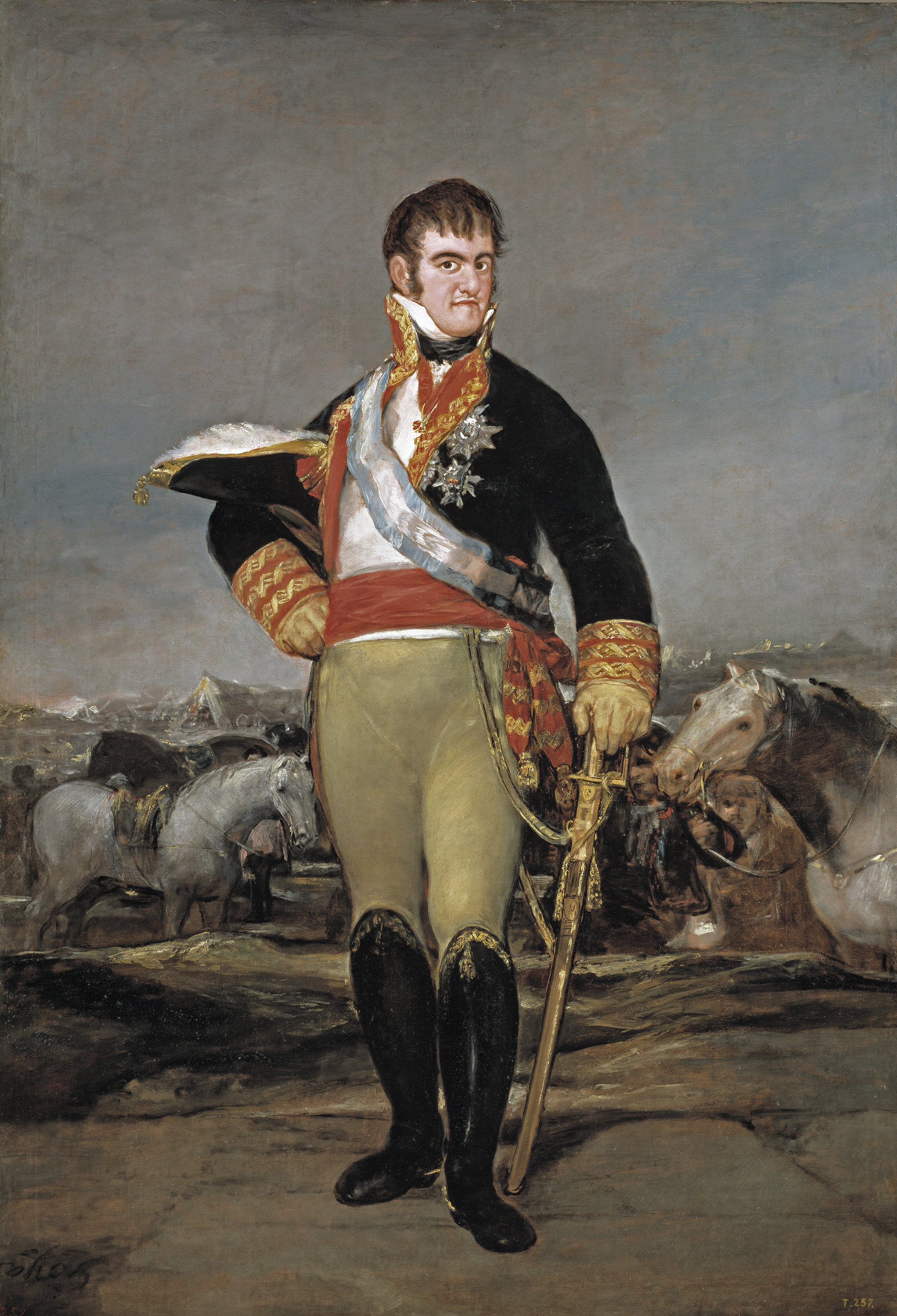
Ferran VII d'Espanya, el Deseado

La notícia de la proclamació de Ferran va ser enviada a les possessions americanes i, com era costum, el nou rei va ser jurat en totes les ciutats importants de l'Imperi espanyol. En el Riu de la Plata, en particular, el virrei Santiago de Liniers esperaria la definició del conflicte, davant la previsible reacció de Napoleó, sense prendre cap partit. Fustigat per l'alcalde Martín de Álzaga, que l'acusava de connivència amb els francesos, va acabar per ordenar el jurament de Ferran VII amb diverses setmanes de retard, el 21 d'agost.
Però Carles va canviar aviat d'idea i va reclamar de nou el seu tron perdut, al que Ferran es va negar. Llavors va escriure a Napoleó, demanant-li ajuda per a recuperar-lo.
L'emperador va cridar a la seva presència a Carles i Ferran, per entrevistar-se amb ells a Baiona. Abans de reunir-se amb el nou rei, es va entrevistar amb l'antic, al qual va pressionar i va obligar a prometre-li que li lliuraria la corona. Tot seguit, va exigir a Ferran que abdiqués a favor del seu pare, i immediatament tots dos van abdicar dels seus drets al tron en favor de Napoleó, de manera que aquest va designar al seu germà Josep Bonaparte com a nou rei d'Espanya.
Mentrestant, la sortida de la família reial espanyola cap a França va provocar una rebel·lió contra els francesos; el 2 de maig es va iniciar una revolució a Madrid, que portaria a la Guerra del Francès. Els espanyols van utilitzar la figura de Ferran com a símbol de la seva resistència a la invasió francesa, i van jurar defensar el seu dret al tron. Van reunir successives juntes de govern en la major part de les ciutats lliures de l'invasor, i es van governar per si mateixes, en nom de Ferran VII.
Algun temps després, es formaria una Junta Suprema Central, que reuniria als representants de les juntes locals. Aquesta Junta Suprema va establir una aliança amb Gran Bretanya el 4 de juliol de 1808, aliança que tindrà molta importància per a la resistència espanyola a partir de mitjans de 1809. Ara com ara, la batalla de Bailèn serà una ressonant victòria sobre l'exèrcit francès, que enfortiria la resistència a l'invasor.
Per la seva banda, les possessions espanyoles en Amèrica van decidir massivament acompanyar la resistència dels espanyols europeus contra les pretensions de Josep Bonaparte.

## Carlota Joaquima

### La política portuguesa per al Riu de la Plata

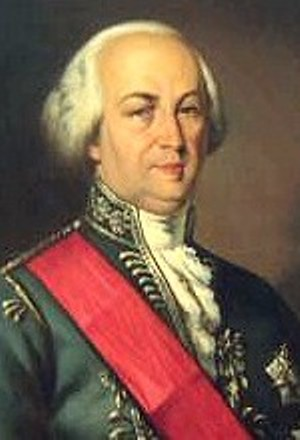
Rodrigo de Sousa Coutinho, Marquès de Linhares, ministre de Negocis i Exteriors Guerra de la Cort Portuguesa

Tot just arribada a Brasil, la cort portuguesa va donar un nou impuls a les ambicions expansionistes contra les veïnes possessions espanyoles, especialment sobre el Riu de la Plata. El més entusiasta partidari d'aquesta política expansiva va ser el ministre de Negocis Estrangers i Guerra, Rodrigo de Sousa Coutinho, que proposava annexar al Brasil tota la Banda Oriental del Riu de la Plata.
No va tenir molt temps la cort portuguesa per dur a terme els seus plans militars, però igualment Souza Coutinho va arribar a iniciar la reunió d'un poderós exèrcit d'invasió cap al sud.
Domingo de Sousa Coutinho escrivia al seu germà: 
| « | Que marxin, doncs, els exèrcits de Sa Majestat fins a arribar a la línia natural de les fronteres del seu regne... que les tropes portugueses de Brasil de Riu Gran i Matto Grosso, penetrin i s'estenguin, com ho creguin convenient fins al Riu de la plata i les mines de Potosí; publicat les mateixes proclamacions d'hostilitat que el general Junot i el marquès del Socorro publiqués a l'entrar a Lisboa al capdavant dels francesos i espanyols, i aquest equivalent sense declaració de guerra serà la millor i més segura manera de fer respectar el seu regne i els seus vassalls a Europa. | » |

D'acord amb aquesta política, el brigadier Joaquín Javier Curado va ser enviat al Riu de la Plata, amb un ultimàtum a les seves autoritats, en què oferia en nom del seu sobirà prendre el cabildo i el poble de la ciutat de Buenos Aires i tot el virregnat sota la seva Reial Protecció. En cas contrari es lliuraria la guerra, ja que el seu rebuig significaria haver de «fer causa comuna amb el seu poderós aliat», és a dir, amb la Gran Bretanya.
La notícia de la doble abdicació de Baiona va trastornar aquests plans, i Sousa Coutinho va pensar que la nova situació li permetria al seu rei apoderar-se, ja no de la Banda Oriental, sinó de tot el Virregnat del Riu de la Plata, amb el qual Brasil compartia al voltant de 4.000 km de fronteres.
L'instrument de la seva política anava a ser l'esposa del príncep regent, resident també a Rio de Janeiro, Carlota Joaquima de Borbó, germana gran de Ferran VII. D'altra banda, residia també a Rio de Janeiro el seu cosí Pere Carles de Borbó, fill de Gabriel de Borbó, germà del rei Carles IV.
No obstant, el brigadier Curado ja estava en camí al Riu de la Plata. Es va instal·lar a Montevideo, on va tenir alguns problemes amb el governador Francisco Javier de Elío, que aviat organitzaria una Junta de Govern local, en oposició al virrei Santiago de Liniers.

### La Justa Reclamació
Simultàniament amb els plans de Souza Coutinho, dos personatges estaven fent plans: la infanta Carlota Joaquima (aparentment separada del seu marit) i el comandant de l'esquadra britànica al Brasil, lord William Sidney Smith. Aquest era un admirador de la princesa i va dirigir juntament amb ella un pla ambiciós. L'opció de Carlota Joaquima tenia validesa en tant que en absència del rei d'Espanya, era l'únic membre de la família reial que escapava del control napoleònic.

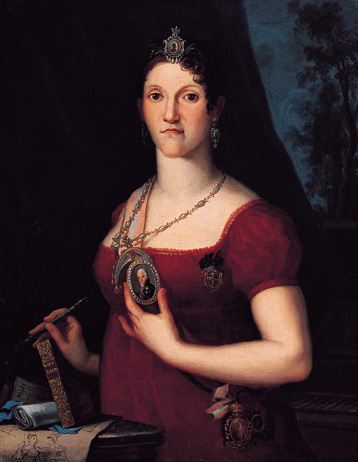
Carlota Joaquima de Borbò

Després donar-lo a revisar per Sidney Smith, Carlota va redactar dos documents iguals, signats per ella i el príncep Pere Carles de Borbó, per presentar-los al príncep regent. Es tractava de la «Justa Reclamació», per la qual sol·licitaven a Joan VI seva protecció davant la usurpació napoleònica, per conservar els drets de la seva família a l'Amèrica espanyola, ocupant el tron com regent del regne d'Espanya en els virregnats i capitanies generals americanes.
Una particularitat de la Justa Reclamació consistia que desconeixia els drets de Ferran a la corona, ja que considerava que tot el procés que havia portat a ser rei d'Espanya a José Bonaparte estava viciat des del Motí d'Aranjuez. Per Carlota, el legítim rei era el seu pare Carles IV d'Espanya, i ella es presentava com a hereva dels seus drets en la seva absència i del que, segons ella, seguia sent el monarca espanyol.
Poc després, la infanta i el príncep enviaven un manifest a Buenos Aires, dictat pel que sembla per Sidney Smith, modificat i corregit pel marquès de Linhares i el ministre lusobrasiler de Negocis Exteriors i Guerra Rodrigo de Souza Coutinho. L'encarregat de dur-los a Buenos Aires va ser el comerciant Carlos José Guezzi.
En la nit del 10 de setembre, el virrei, el bisbe Benito Lué i el cabildo porteny van rebre la notificació de Curado des de Montevideo. Per a aquest moment, Curado ja havia emprès el seu retorn a Rio de Janeiro. Aquest mateix dia, el governador Elío enviava un missatge a les autoritats portenyes, amb l'exhortació a deposar el sospitós Liniers del seu càrrec de virrei.
L'endemà, 11 de setembre, Carlos Guezzi va lliurar els plecs de Carlota Joaquima, amb el manifest de la Justa Reclamació de Carlota Joaquima a diversos personatges: el virrei Liniers; l'alcalde de primer vot, Martín d'Álzaga; el comandant del Regiment de Patricis, Cornelio Saavedra; l'assessor Juan de Almagro; el jutge Anzoátegui; el secretari del Consolat de Comerç de Buenos Aires, Manuel Belgrano; els sacerdots Guerra i Sebastiani; el comptador Calderón; el cap de duana; els militars Gerardo Esteve y Llach, Martín Rodríguez, Pedro Cerviño, Núñez i Vives; i diversos membres del cabildo. També estava dirigit a Elío, l'únic destinatari que no residia a Buenos Aires.
El virrei li va escriure immediatament, contestant que: 
| « | Després d'haver jurat la majestat del Senyor Don Ferran VII, i reconeixent la Junta Suprema de Sevilla qui el representa, res es pot innovar a la nostra present constitució sense el seu acord. | » |

En el mateix sentit van respondre tots els altres destinataris de la Justa Reclamació, a excepció de Belgrano. El cabildo va ser el més explícit, reclamant davant el que consideraven una ingerència de la Cort Portuguesa en els assumptes interns d'Espanya. En qualsevol cas, l'històric enfrontament entre Espanya i Portugal per la conca del Riu de la Plata, en què va tenir un paper molt actiu a Buenos Aires, va fer pràcticament impossible que semblant pretensió de l'esposa de l'hereu del tron portuguès fos acceptada.

## El partit carlotista

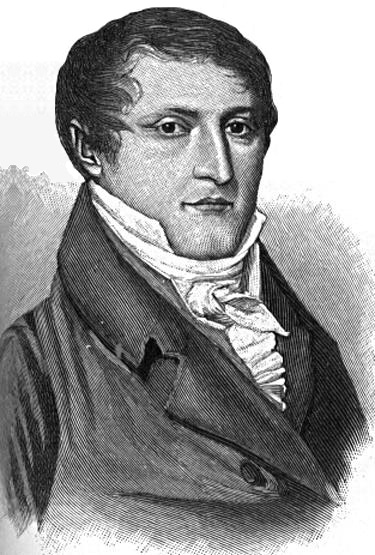
Manuel Belgrano va ser un dels principals partidaris del carlotisme en Buenos Aires

No obstant això, no tots en Buenos Aires van rebutjar la invitació; el 20 de setembre, en una carta conjunta, Manuel Belgrano, Hipólito Vieytes, Juan José Castelli, Nicolás Rodríguez Peña, Antonio Luis Beruti i Miguel Mariano de Villegas, van anunciar la princesa Carlota Joaquima seva adhesió, alegrant que, en cas que aquesta assumís en Buenos Aires:
| « | ... cessaria la qualitat de colònia, succeiria la il·lustració, la millora i perfeccionament dels costums; es donaria energia a la indústria i al comerç, s'extingirien aquelles odioses distincions entre europeus i americans, s'acabarien les injustícies, les opressions, la usurpació i dilapidacions de la renda. | » |

Qüestionant la legitimitat de la recentment jurada Junta Suprema de Sevilla, a la qual s'havia confós amb la Junta Suprema Central pròxima a formar, afegia el manifest:
| « | ... no es pot veure el mitjà d'induir un acte de necessària dependència de l'Amèrica Espanyola a la Junta de Sevilla; doncs la constitució no necessita al fet que uns Regnes se sotmetin a uns altres, com un individu que no va adquirir drets sobre un altre lliure, no el sotmet. | » |

Curiosament, el mateix dia en què la carta va ser enviada, s'establia a Montevideo la  Junta de Govern  local, controlada per Elío. El detonant per a la instal·lació d'aquesta Junta va ser el rebuig del governador enviat per Liniers a reemplaçar a Elío, Juan Ángel Michelena.
A la pràctica, el grup no va tenir una existència formal, com a partit polític o lògia. No obstant això, des de la seva aparició, les autoritats espanyoles, començant pel mateix Liniers, li dirien «el partit de la independència». No obstant això, no era exactament la independència el que preconitzaven, sinó una major autonomia i la sanció d'alguna constitució que mediatitcès el poder del rei. Amb el pas del temps, és segur que les seves idees van anar evolucionant, bolcant cada vegada més a la idea d'independència, ja que consideraven que el rei mai tornaria a governar a Espanya.
Belgrano escriuria, anys més tard, en les seves Memòries :
| « | Sense que nosaltres haguéssim treballat per ser independents, Déu mateix ens presenta l'ocasió amb els successos de 1808 a Espanya i a Baiona. En efecte, s'avivessin llavors les idees de llibertat i independència a Amèrica, i els americans comencen per primer cop a parlar dels seus drets ... Llavors va ser que, no veient jo una mena de que es pensés en constituir-nos i sí als americans prestant una obediència injusta a uns homes que per cap dret havien de manar-nos, vaig tractar de buscar els auspicis de la Infanta Carlota i de formar un partit al seu favor, oposant-se als girs dels dèspotes que celaven amb el major anhel per no perdre els seus comandaments i, el que és més, per conservar Amèrica dependent de l'Espanya, tot i que Napoleó la dominès. | » |

A mesura que el projecte carlotista va anar prenent cos, es va enemistar amb el grup de Martín d'Álzaga i Francisco de Elío, que pretenia assegurar les possessions espanyoles instal·lant Juntes de govern en totes les ciutats importants. Els carlotistes consideraven a aquest moviment «democràtic», terme que, en la imaginació de la gent d'aquell temps, estava relacionat amb el caos polític i social, sobretot per la seva utilització durant la Revolució francesa. També sospitaven que la intenció veritable dels juntistes  era perllongar indefinidament la preeminència dels europeus sobre els americans en el govern i en el comerç.
El gener de 1809, instava Belgrano en un manifest als habitants del Perú:
| « | ... Si per desgràcia nostra metròpoli és subjugada, se celebrin immediatament Corts, perquè, establerta la Regència a càrrec de la Senyora Infanta Donya Carlota Joaquima, hi hagi un govern que serveixi de exemple a la decadent Europa, i visquem en tranquil·litat i seguretat ... sense prestar oïdes als xiulets de la serp que vol induir a la democràcia. | » |

La idea central dels carlotistes era establir en Riu de la Plata una monarquia constitucional, és a dir moderada, en què els criolls tindrien preferències sobre els espanyols europeus. La diferència no era menor; la constant i, des de la instal·lació de la dinastia borbònica, creixent preferència del govern central pels europeus per a tots els càrrecs d'alguna responsabilitat en el govern, l'Església i l'exèrcit era el principal motiu de queixa dels americans contra l'administració colonial espanyola, i seria la més determinant per a la Independència Hispanoamericana.
Els dos punts febles del raonament dels carlotistes eren: 
- que l'autèntica possibilitat de la coronació de Carlota Joaquima hauria significat que el territori del Virregnat del Riu de la Plata en la pràctica formés part del Brasil,[6] subordinant les antigues possessions espanyoles a la cort portuguesa assentada en Rio de Janeiro.
- tota l'esperança dels juntistes era crear una monarquia constitucional dirigida per la Infanta Carlota Joaquima, però ella era en veritat una  absolutista convençuda, i no estava disposada a acceptar cap límit al seu poder reial, per la qual cosa mai podria acceptar el projecte polític dels carlotistes.

### Els carlotistesversusels juntistes
Els principals membres del partit carlotista eren:
- Manuel Belgrano, advocat, secretari del Consolat de Comerç. El de major edat i l'iniciador del grup.
- Juan José Castelli, cosí de l'anterior i també advocat, que reemplaçava periòdicament a Belgrano a la secretaria del Consolat.
- Hipólito Vieytes, comerciant i fabricant de sabons i espelmes.
- Nicolás Rodríguez Peña, advocat i empresari, soci de l'anterior, germà de Saturnino Rodríguez Peña, que havia col·laborat amb els invasors durant les Invasions britàniques.
- Antonio Luis Beruti, advocat i després militar.
- Miguel Mariano de Villegas, jurisconsult de la Real Audiencia de Buenos Aires.

Altres dirigents que no pertanyien al grup es van comunicar amb la Infanta per no tancar les portes a cap possibilitat. Abans que ningú, Cornelio Saavedra, coronel del Regiment de Patricis, el més important de la ciutat, que va negar categòricament la seva participació i la tornaria a negar emfàticament en les seves Memòries, va escriure a la Infanta per posar-se a la seva disposició.
Des de llavors, i fins a la Revolució de Maig, s'establirien dos partits polítics actius i amb idees clares i en desenvolupament: els carlotistes i els juntistes.
Altres personatges importants de Buenos Aires, no vinculats amb els juntistes ni amb els carlotistes, es van identificar com a grup polític al voltant del militarment poderós Saavedra. La participació d'aquest en la repressió del motí d'Álzaga, al gener de l'any següent, li va permetre dissoldre els cossos militars que no eren afectes al seu grup, principalment els formats per espanyols europeus, i guanyar posicions en una escalada pel poder. Arribaria a conformar un tercer partit polític, amb algunes idees vagament independentistes. No obstant això, no estava organitzat com a partit i no tenia idees polítiques clares ni estructura política. Però tenia el símbol més destacat de poder: el poder militar.
Van existir alguns partidaris de la Infanta en altres llocs, però només a Buenos Aires van arribar a ser un partit amb objectius i alguna possibilitat d'accionar políticament.

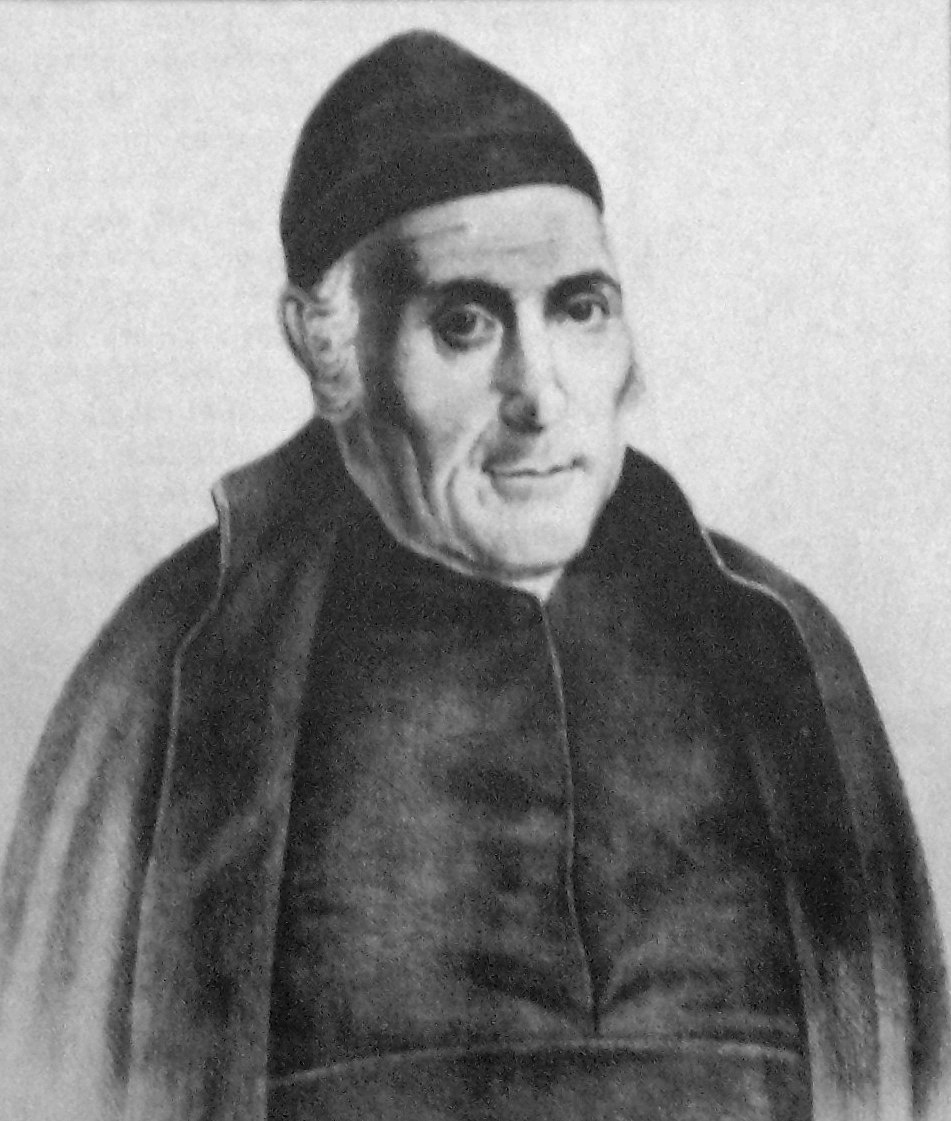
El Degà Gregorio Funes

Entre els partidaris oberts o ocults de la princesa van aparèixer també certs personatges de l'interior del Virregnat: el Degà Gregorio Funes i el seu germà Ambrosio Funes, Juan Andrés de Pueyrredón i alguns altres. Al veí Virregnat del Perú, els partidaris de Carlota Joaquima van ser gairebé inexistents, excepte en Arequipa, ciutat de la qual era oriünd José Manuel de Goyeneche, i en la qual tenia molts corresponsals.
El 15 de novembre, Contucci va enviar una nota a Souza Coutinho, que incloïa una llista dels personatges que ell considerava partidaris del carlotisme; en total eren 124 noms i figuraven el Degà Funes, els coronels Saavedra i Miguel de Azcuénaga, els sacerdots Julián Segundo de Agüero, Cayetano Rodríguez i Juan Nepomuceno Solá, els advocats Juan José Paso i Feliciano Chiclana, a més dels carlotistes més reconeguts. De tots ells, només Funes, que abandonaria posteriorment el partit, i Paso, que s'incorporaria tardanament al mateix, poden ser identificats amb el carlotisme. En realitat, és segur que Contucci havia agregat noms per augmentar la llista, o almenys es tractava d'una llista de les persones a les que ell havia enviat la correspondència de Carlota, haguessin respost favorablement o no. La llista incloïa almenys dues persones ja mortes, totes dues de l'Alto Perú.
Carlota va enviar els seus missatges a personatges principals de tot l'Imperi espanyol, especialment a Quito, La Havana, Caracas, Valparaíso (on va tenir menys partidaris que detractors, i va aconseguir formar un partit anticarlotista, dirigit per José Antonio Ovalle i Bernardo Vera y Pintado), i ciutat de Mèxic. En el Virregnat de Nova Espanya (actual Mèxic) es va plantejar seriosament la candidatura a la regència de Pere Carles de Borbó, i les cartes de Carlota van mobilitzar aquesta candidatura, no la seva; en Nova Espanya es desconeixia completament l'anul·lació de la Llei Sàlica.
Finalment, Carlota també va intentar convèncer de la seva projectada regència als personatges centrals de la resistència a l'Espanya europea, com els generals Francisco Javier Castaños i José de Palafox y Melci, o els exministres Gaspar Melchor de Jovellanos i el Comte de Floridablanca. Només aquest últim va arribar a considerar la candidatura de Carlota amb serietat, i quan va ser president de la Junta de Múrcia, va llançar un manifest recolzant-la: 
| « | Que Sa Majestat no podia variar l'establiment espanyol, l'observança havia jurat guardar; i, per conseqüència, la Senyora Carlota Princesa de Brasil havia de ser admesa a la Corona mancant seus germans homes. | » |

### Els ambaixadors de Carlota
A més de Guezzi, el missatger de la Infanta, un altre personatge molt particular va servir de nexe amb la Princesa hispano-portuguesa: Felipe da Silva Telles Contucci, oriünd de Florència, Itàlia, de pare portuguès, i establert com a comerciant des de temps enrere a Buenos Aires. Va ser l'encarregat de portar el missatge dels carlotistes a la Infanta i va intervenir en posteriors missatges creuats entre Carlota i els seus partidaris, tractant de llimar algunes diferències.
El secretari de Carlota, el català José Presas, era l'encarregat de traduir del portuguès al castellà i del castellà al portuguès tots els missatges. També va tenir un paper important, allunyant dels projectes carlotistes a Souza Coutinho, que pretenia afavorir els plans expansionistes de la Cort.

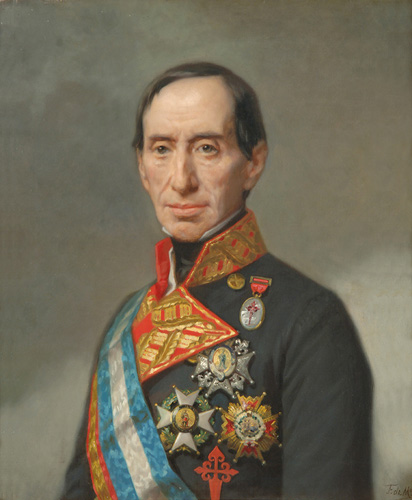
José Manuel de Goyeneche

El més important, a llarg termini, dels missatgers de la Infanta, va ser un oficial nouvingut d'Espanya, José Manuel de Goyeneche. L'historiador Ramón Muñoz, en la seva obra «La guerra dels 15 anys en l'Alto Perú», va acusar aquest d'haver estat partidari de Napoleó, haver-se passat al juntisme i que més tard seria absolutista; però que, de moment, va decidir unir-se als plans de Carlota. Aclarint que ho feia merament a títol de missatger, Goyeneche va portar un nou missatge als partidaris de la Infanta a Buenos Aires. Segons el mateix Ramón Muñoz en l'obra citada, estant a Montevideo va decidir jugar alternativament la carta carlotista i la juntista. Com les autoritats de Buenos Aires rebutjaven de ple les pretensions de la princesa de Portugal, no va treure a la llum la carta de Carlota.
No obstant això, d'acord amb documents custodiats a l'Arxiu Històric Nacional i en l'Arxiu General d'Índies, Goyeneche va mantenir sempre informada la Junta Suprema de Sevilla de tots els plecs i cartes intercanviades amb la Infanta. Aquests mateixos documents posen en dubte la seva complicitat amb els invasors francesos.
La resposta de Carlota Joaquima va ser redactada per Saturnino Rodríguez Peña i va partir cap a Buenos Aires portada pel metge anglès Diego Paroissien. No obstant això, aquest no va aconseguir arribar a destí, ja que va ser arrestat per Elío i els seus papers confiscats. Sotmès a judici i defensat per Castelli, va ser alliberat condicionalment poc abans de la Revolució de Maig. Després d'aquesta, el judici va ser senzillament abandonat.
Un altre dels missatgers entre la Infanta i el grup carlotista va ser Juan Martín de Pueyrredón, que tenia participació en altres intrigues polítiques. Va ser arrestat, va fugir i va tornar a Buenos Aires, però no va arribar a prendre contacte amb el grup de Belgrano fins molt poc abans de la Revolució.

### La intromissió de Strangford
Lord Strangford, gestor del trasllat al Brasil de la cort portuguesa, va viatjar a Rio de Janeiro a mitjans de 1808. Inicialment va donar suport als plans de Souza Coutinho i de Sidney Smith, amb l'única condició que es tragués a Pere Carles, un candidat titella.
Però quan li van arribar les notícies de l'aliança de la Gran Bretanya amb Espanya, va rebre instruccions de frenar el moviment juntista, ja que la intenció d'Anglaterra era avançar sobre els mercats de l'Amèrica Espanyola, però sense alterar les estructures polítiques. L'objectiu del Ministeri de Relacions Exteriors (la Foreign Office) era reemplaçar les juntes peninsulars per un Consell de Regència, controlat pels britànics, fins al retorn de Ferran.
Des d'aquest punt de vista, també el carlotisme era una amenaça als seus plans, ja que posava en dubte l'autoritat de Ferran VII, que era el rei que reconeixien tant les juntes com Gran Bretanya. D'altra banda, es desconeixien els drets de Ferran VII a favor del seu pare; si la diplomàcia britànica acceptava això, es posava en contra de totes les juntes espanyoles, inclosa la Junta Central.

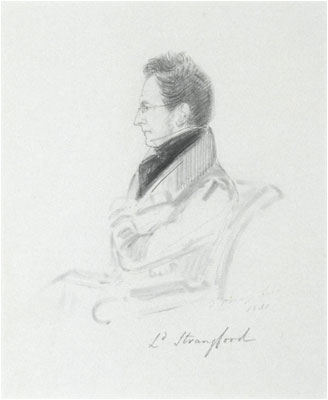
Lord Strangford va ser durant anys ambaixador de la Gran Bretanya davant la cort portuguesa

D'altra banda, a la Gran Bretanya no li convenia una unificació d'Espanya i Portugal. L'anunci de Carlota, en el sentit que:
| « | He cregut convenient (encara que a V.M. li sembli extemporani) fer notar a V.M. les meves intencions en cas que es verifiqui el meu ascens al tron d'Espanya, a saber: que jo vull que es mantingui absolutament independent en la mateixa forma i manera que s'ha mantingut el Regne de Nàpols pel Tractat d'Utrecht, evitant així la reunió de dues corones en un mateix cap, guardant un equilibri perfecte, buscant que les dues nacions gaudeixin dels seus drets, costums, lleis i llenguatge, ja que això seria impracticable i fins il·lusori sota qualsevol altre sistema. | » |

deixava clar que tots dos regnes tindrien un mateix hereu.
De manera que Strangford va anunciar a Souza Coutinho i a la princesa que la Gran Bretanya s'oposava al projecte carlotista. Va haver confrontar obertament amb Sidney Smith, en diverses ocasions amb inusitada violència verbal.
Carlota estava ansiosa de traslladar-se al Riu de la Plata, i va oferir al seu marit un tractat pel qual lliurava a Portugal la Banda Oriental, que aquest va rebutjar, amb suport de Strangford. En resposta, l'almirall va encarregar a Rodríguez Peña un nou missatge als carlotistes del Riu de la Plata. En aquest, Rodríguez Peña avançava en les seves pretensions molt més del que hauria desitjat Carlota Joaquima: després de ponderar la capacitat i dignitat de la Infanta, afegia que 
| « | Convocant Corts, serà molt convenient per a aquest cas acordar totes les ambicions i circumstàncies que tinguin o puguin tenir relació, a la feliç independència de la Pàtria i amb la dinastia que s'estableixi en l'hereva de la immortal Maria Isabel. ... encara que hem afermar, i sostenir com un indubtable principi, que tota autoritat és del poble, i que aquest només pot delegar. | » |

Semblant llenguatge era marcadament liberal i no podia agradar a una sincera absolutista com Carlota Joaquina que, per insinuació de Presas, va denunciar al seu propi enviat, Diego Paroissien. Aquest va ser arrestat a Montevideo i sotmès a judici. Durant el mateix, el seu defensor, Juan José Castelli, va sostenir diferents significats alternatius per a la paraula «independència», suggerint que es pretenia defensar la independència d'Espanya enfront de França, però sense afirmar-ho categòricament. Per descomptat, la carta de la Princesa, signada el 4 d'octubre, mai va arribar al seu destí.
En la seva denúncia al virrei Liniers, Carlota assegurava que Paroissien 
| « | Porta cartes per a diversos individus d'aquella Capital, plenes de principis revolucionaris i subversius del present ordre monàrquic, tendents a l'establiment d'una imaginària i somiada República, la qual temps fa està projectada per una porció d'homes miserables i de pèrfides intencions. | » |

Pel que sembla, la infanta havia aconseguit formar irònicament un grup de partidaris entre personatges amb idees contraposades amb les seves. Segons Strangford, aquest episodi va brindar l'oportunitat a la Princesa d'aparèixer fent un bon paper davant les autoritats virreinals.

### La decadència del carlotisme

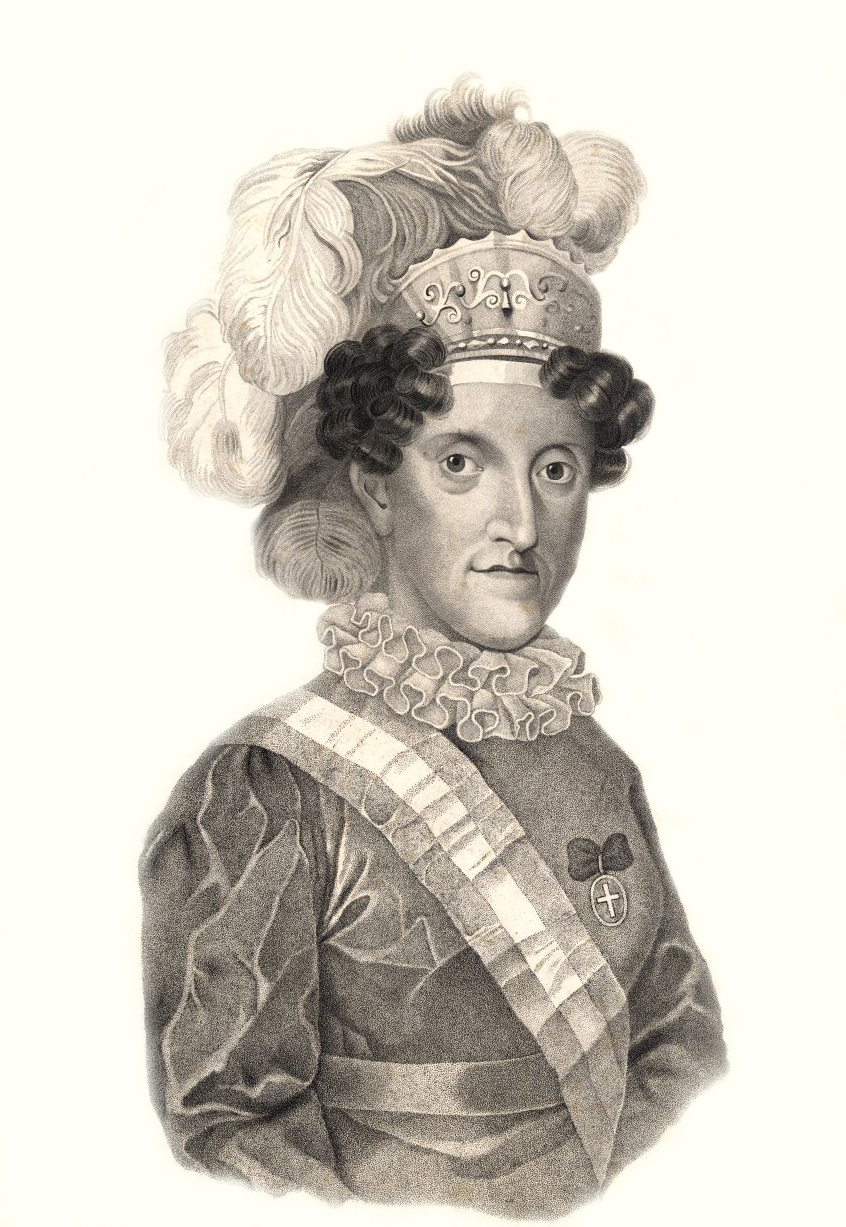
Carlota Joaquima de Borbó en 1827, quan el carlotisme era ja un episodi llunyà

A finals de setembre, Goyeneche arribava a Chuquisaca, on es va presentar com a representant de Carlota Joaquima, i va intentar crea un partit carlotista. Va fracassar per complet per la resistència de gairebé totes les autoritats. La Reial Audiència i la Universitat van rebutjar tant les pretensions de Carlota, com la intenció de les Juntes espanyoles de governar les possessions americanes. L'11 de novembre, en una reunió amb totes les autoritats, el seu mandat va ser rebutjat per complet, enmig d'un escàndol que va acabar a cops.
Quan la ciutat va saber que Goyeneche estava intentant alguna cosa que podria arribar a acabar en el traspàs del Virregnat a Portugal, va esclatar una sèrie de rebel·lions que acabaria en la Revolució de Chuquisaca, que va ser, en més d'un sentit, el primer pas cap a la independència d'Amèrica espanyola.
Goyeneche va fugir a Lima, on va recuperar la prudència perduda i es va posar a ordres de l'absolutista virrei José Fernando de Abascal y Sousa, qui ja havia rebutjat rotundament les pretensions que Carlota Joaquima a qui li havia enviat per escrit en 1808, sent que en aquesta mateixa data Abascal havia reconegut com a rei d'Espanya a Ferran VII. Goyeneche no tornaria a recordar-se del manifest de la Infanta. Tot aquest conflicte va causar un gran dany a les ja de per si minses possibilitats del carlotisme a l'interior del Virregnat del Riu de la Plata.
El 20 de novembre, va arribar a Rio de Janeiro la fragata Prueba, que portava a bord el general Pascual Ruiz Huidobro, nomenat virrei del Riu de la Plata per la Junta de Galícia. De més està dir que aquesta junta no tenia autoritat per nomenar un virrei a Amèrica, però en el caos que era Espanya, no semblava tan absurd. De totes maneres, Ruiz Huidobro mai va intentar fer ús del seu nomenament.
El secretari Presas aconsellava a Carlota que 
| « | fes la major obstinació en què aquest marí no continuï el seu viatge, i abans al contrari, que se li proporcioni vaixell perquè, encarregat amb una aparent comissió de VA, torni a Espanya, per evitar d'aquesta manera els mals que el senyor Pascual Ruiz Huidobro va causar a la tranquil·litat pública, i encara a la seguretat de les províncies del Riu de la Plata. | » |

Estant la fragata al port, la infanta va exigir que l'esperés, ja que pensava fugir a bord de la mateixa cap a Buenos Aires. El capità del vaixell va fugir immediatament, encara que curiosament va encallar a la sortida de la Badia de Guanabara. Va aconseguir seguir viatge gràcies al suport de vaixells de guerra britànics i portuguesos, el que posa de manifest les intrigues enfrontades.
Pocs dies després, el príncep Joan va prohibir a Carlota partir cap a Buenos Aires, al·legant que li seria impossible tolerar la vida sense la seva estimada esposa. Cal aclarir que vivien separats de feia anys, des que vivien a Lisboa, i ja ni tan sols participaven junts en actes oficials; de fet, els cònjuges no es parlaven.

### Juliol de 1809: l'última oportunitat
Durant molts mesos més, Carlota Joaquima va intentar diverses opcions per traslladar-se a Buenos Aires, que van fracassar una rere l'altra. El partit carlotista va seguir existint, aliè a les possibilitats reals de coronar a la princesa.
A mitjans de 1809, la infanta va llançar una segona sèrie de proclames; aquesta vegada va tenir alguna possibilitat d'èxit. Havia arribat al Riu de la Plata un virrei nomenat per la Junta Suprema Central per a reemplaçar a Liniers, Baltasar Hidalgo de Cisneros. Els carlotistes van intentar que aquest no fos reconegut, i van contactar en aquest sentit als caps militars de Buenos Aires de rebutjar la seva autoritat. Saavedra va escriure una carta a la Infanta, 
| « | Suplicant-li es digni enviar impartir-me les ordres que fossin del seu reial grat. | » |

No obstant això, estava clar que Saavedra no creia en les possibilitats de Carlota. En les seves Memòries, escriuria anys més tard que 
| « | Passat el temps, i veient que la Senyora Infanta no realitzava les seves promeses de venir a Buenos Aires com ho havia promès, que Cisneros ja estava a Montevideo i va facilitar seva rebuda al comandament superior d'aquestes Províncies, i exposat a ser sacrificats nosaltres per ell, com se'ns amenaçava descaradament per ... els europeus del 1r de gener, va començar a refredar l'opinió i, de grau en grau, va caure fins a l'extrem d'oblidar-se. | » |

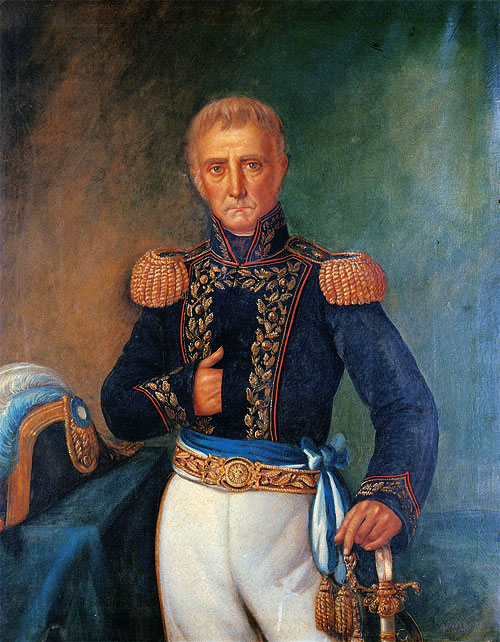
Cornelio Saavedra, partidari tardà de la Infanta Carlota

Va ser en aquest moment que es va produir la fugida de Pueyrredón, el qual va ser enviat com a emissari davant la Infanta, portant una carta de Belgrano per a ella, datada el 9 d'agost, en què demanava la seva immediata partida cap al Riu de la Plata. Fins i tot es permetia aconsellar a la dona del príncep regent com unir a aquest a la seva causa. Però de fet, ja era tard. Tots van confiar que Liniers faria honor al seu origen popular, però aquest va oferir lliurar el poder a Cisneros. Fins i tot es va avançar a lliurar-li les insígnies en Colònia. Saavedra, mancat de suport del seu superior, i influenciat pel coronel Pedro Andrés García, el seu amic, va preferir esperar una oportunitat més clara de modificar la situació política a favor de la independència.
Poc després, amb el trasllat de l'almirall Sidney Smith a la Gran Bretanya, per comanda de Strangford, les possibilitats de la Infanta-Princesa d'obtenir suport britànic per als seus plans es van veure definitivament obstruïdes. Pueyrredón es va entrevistar amb Strangford, i no va arribar a lliurar la correspondència a Carlota Joaquima. Tenint en compte que, per aquest moment, Cisneros ja havia assumit el comandament, ni tan sols va intentar fer-ho.
Tardanament, alguns personatges van enviar els seus suports a la Infanta. Tal va ser el cas del bisbe de Salta, Nicolás Videla del Pino i del Degà Funes, en carta del 3 d'agost. Encara al novembre, es va trobar un paper en poder d'un frare de Montevideo, amb propostes carlotistes. Contucci va continuar informant a la Princesa des de Buenos Aires fins a finals d'any, però també es va anar desanimant. Abans que acabés l'any, Contucci i Guezzi van haver de fugir per no caure presos.
El partit carlotista va seguir existint a Buenos Aires, però ja no somiava amb l'arribada de la Infanta. El Degà Funes va seguir escrivint, fins data tan tardana com el 15 de febrer de 1810, i en aquest mateix mes escrivia a un nebot que 
| « | No hi ha remei. L'Espanya s'ha de perdre irremeiablement, i d'aquí a molt poc temps serà indispensable deliberar sobre la nostra sort. | » |

## El final del carlotisme

### La Revolució de Maig
L'oportunitat tan esperada per la independència va arribar al maig de 1810, amb la notícia de la dissolució de la Junta Central i la caiguda de gairebé tot Espanya a mans de Napoleó. Semblant notícia va causar l'inici de la Revolució de Maig, que portaria a la independència de les Províncies Unides del Riu de la Plata, la major part de les quals formarien posteriorment la República Argentina.

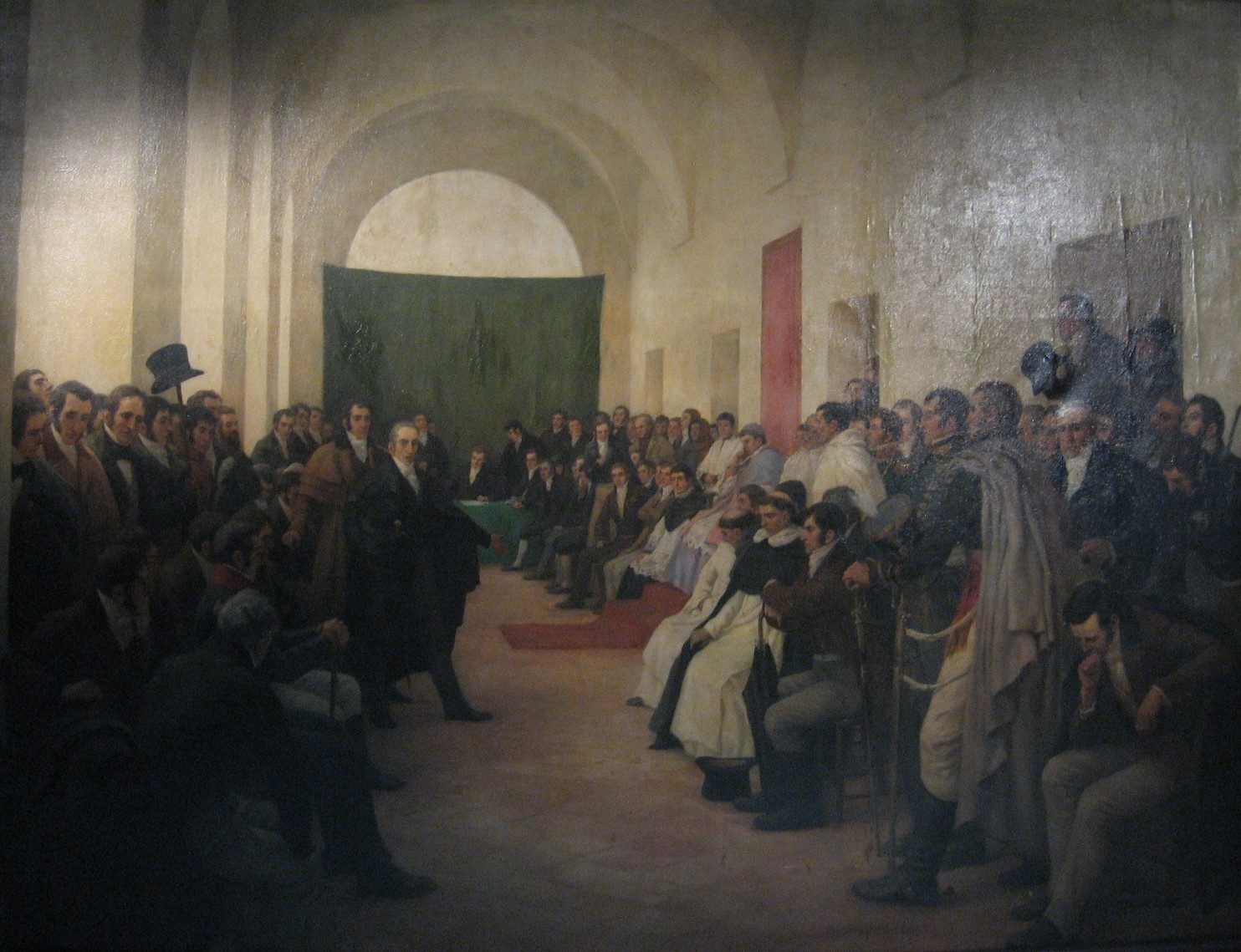
La Revolució de Maig: el Cabildo Obert del 22 de maig de 1810, que va decidir el final de la dominació espanyola en el Riu de la Plata

El partit carlotista va tenir un paper molt actiu en la Revolució, i va aportar no solament tres dels membres de la Primera Junta de govern, sinó també una part important dels quadres revolucionaris. Va aportar, també, molta de la seva ideologia.
Belgrano, Castelli, Paso, French, Beruti i Vieytes van formar un formidable front polític, que es va mantenir molts mesos després de la Revolució, però amb el notable canvi que van haver de cedir el lideratge a un juntista, Mariano Moreno. Com a partit carlotista, en canvi, no van tornar a figurar en la història.
Pel que fa a Carlota Joaquima, va jugar papers molt secundaris en la política de la dècada del 1810, tot i que el príncep regent, que va assumir en aquests anys el tron com Joan VI de Portugal, va llançar dues invasions a la Banda Oriental. La segona d'aquestes invasions va ser completament exitosa.
A finals de 1810, la Princesa i els seus diplomàtics van enviar una nova andanada de missatges i manifests al Riu de la Plata, però van ser pràcticament rebutjats. No obstant això, en aquesta etapa Martín d'Álzaga, que estava buscant alguna manera de recuperar poder polític per als espanyols, va considerar durant algun temps la possibilitat de comptar amb la candidatura de Carlota Joaquima.
Després de la caiguda del sector morenista en la Junta Gran, l'oposició va fer circular pamflets i un diari, d'un parell de fulles escrites a mà, en què s'afirmava que Saavedra era carlotista i pensava lliurar la revolució a mans de Brasil. Això tenia alguna versemblança en raó que en aquesta època arribaven periòdicament a Buenos Aires enviats de Elío, nomenat virrei i resident a Montevideo, qui estava en contacte amb Carlota. A més, al nord, Goyeneche liderava les tropes reialistes; ja havia canviat de bàndol però, vist des de la capital, seguia sent sospitós de simpatitzar amb la princesa. Aquests pamflets semblen la raó que Saavedra negués tan emfàticament el seu contacte amb la princesa en les seves Memòries.

### Les últimes aparicions del carlotisme
Durant els anys següents, va semblar que el carlotisme estava definitivament abandonat; la tendència predominant en el Riu de la Plata era cap a algun tipus de república, i la monarquia semblava un sistema de govern detestat per tots.
No obstant això, a partir de 1816, a conseqüència de la restauració absolutista a Europa, van reaparèixer els projectes monàrquics en les Províncies Unides. Fins i tot el mateix Manuel Belgrano va tornar a ser el capdavanter del monarquisme riuplatenc. Però aquesta vegada, semblava abandonada per complet la candidatura de Carlota Joaquima. Només col·lateralment va ser tinguda en compte, quan es va proposar casar a algun dels nous candidats al títol de Rei del Riu de la Plata amb alguna jove de la Casa de Bragança per emparentar al projectat monarca amb la família reial portuguesa. Carlota Joaquima passava, en aquests projectes, de candidata al tron a ser candidata a sogra reial.
En 1818, el coronel Manuel Pagola, que res havia tingut a veure en la formació del carlotisme, va escriure un article en un diari de Baltimore, als Estats Units, on estava expatriat per ordre de Juan Martín de Pueyrredón. En aquest article, Pagola amenaçava amb donar suport a les pretensions de Carlota Joaquima al tron, com a candidatura alternativa a les dels diversos prínceps que van ser proposats en aquests anys per accedir com a rei en el Riu de la Plata. Va ser l'última vegada que la candidatura de Carlota Joaquima va ser esmentada.
En 1823, Pedro José Agrelo feia al diari El Centinela una curiosa remembrança de les possibilitats de Carlota Joaquima, 
| « | En qui es va pensar, tan de bo, com tothom sap ... i als que van fer entrar en correspondència fins amb els últims menestrals de les províncies per fer-la estimada, popular i acceptable. Ella va regnar a la manera de Luis XVIII des que va venir al Brasil fins al 25 maig de 1810, en què certs demagogs van ridiculitzar i van destruir el pla, sense que per això s'abandonés del tot ... Va seguir l'interregne anàrquic de la Primera Junta, es van vulcanitzar els caps ... i va tornar per segona vegada amb més forces la mateixa senyora Carlota, manant a l'efecte les comunicacions i parlaments per mitjà del seu confident Contucci ... Amb aquest motiu va regnar fins ... l'any 12, o més bé fins que es van penjar aquí alguns espanyols. | » |

El projecte havia fracassat principalment per la ingerència britànica, als interessos polítics i comercials convenia el manteniment del statu quo, ja que el tractat Apodaca-Canning atorgava a Gran Bretanya facilitats en el comerç amb Amèrica espanyola a canvi de l'aliança amb Espanya a Europa. Mantenir el statu quo era el més convenient per als factors de poder en joc; Gran Bretanya no desitjava que una princesa espanyola en un hipotètic regne riuplatenc anul·lés els avantatges comercials que ja gaudia o que intentés buscar ajuda de Ferran VII per reconstuir l'imperi colonial espanyol a Sud-amèrica, a més es desitjava evitar un plet entre Portugal (i després, Brasil) i Espanya per aquest motiu, la qual cosa arruïnaria el comerç britànic a l'Atlàntic sud-americà.
El carlotisme, si és que alguna vegada va tenir possibilitats d'aconseguir èxit, ràpidament es va convertir en una quimera.